# Gregory Howard
Gregory Darryle Howard (* 8. Januar 1948) ist ein ehemaliger US-amerikanischer Basketballspieler.

## Werdegang
Howard spielte als Schüler an der Fifth Avenue High School in Pittsburgh (US-Bundesstaat Pennsylvania) sowie als Student am Hartnell College (1966/67) in Kalifornien und an der University of New Mexico. Für New Mexico erzielte der 2,06 Meter große Flügel- und Innenspieler zwischen 1967 und 1969 in 45 Einsätzen im Mittel 16,6 Punkte und 10,1 Rebounds.
Howard begann seine Laufbahn als Berufsbasketballspieler bei Brill Cagliari in Italien. Für die Mannschaft spielte er in der Saison 1969/70.
Beim Draftverfahren der NBA im Jahr 1970 gingen die Rechte an Howard an die Phoenix Suns. Er wurde an zehnter Stelle ausgewählt. Howard bestritt für Phoenix während der Saison 1970/71 44 NBA-Spiele (3,9 Punkte, 2,7 Rebounds/Spiel), für die Cleveland Cavaliers kamen 1971/72 48 weitere hinzu, in denen er Mittelwerte von 2,9 Punkten und 2,3 Rebounds erreichte.
Zur Saison 1974/75 wechselte er zum französischen Erstligisten ABC Nantes. 1975 wurde er vom Schweizer Nationalligisten Fribourg Olympic verpflichtet. Howards spektakuläre und sich durch Spielfreude auszeichnende Handlungsweise wurde seinerzeit im Schweizer Basketball als neuartig empfunden. Er blieb bis 1977 bei Olympic. 1977/78 spielte er bei Sporting Lissabon in Portugal.